# Arturo González
Arturo Alfonso González González (Reynosa, 1994. szeptember 5. –) mexikói labdarúgó, 2016 óta a Monterrey középpályása.

## Pályafutása
2010-től az Atlas U17-es csapatában játszott, az első felnőtt bajnokiját 2012. február 18-án játszotta a Tigres de la UANL ellen. 2016-ban a Monterreyhez igazolt.

## A válogatottban
A válogatottban 2014 októberében mutatkozott be egy Honduras elleni barátságos mérkőzésen, majd még ugyanebben az évben két másik barátságoson is pályára lépett.

### Mérkőzései a válogatottban
| Mexikó | Mexikó             | Mexikó                                        | Mexikó           | Mexikó   | Mexikó   | Mexikó     | Mexikó | Mexikó  |
| #      | Dátum              | Helyszín                                      | Hazai            | Eredmény | Vendég   | Kiírás     | Gólok  | Esemény |
| ------ | ------------------ | --------------------------------------------- | ---------------- | -------- | -------- | ---------- | ------ | ------- |
| 1.     | 2014. október 9.   | Tuxtla Gutiérrez, Estadio Víctor Manuel Reyna | Mexikó           | 2 – 0    | Honduras | barátságos | 0      | 77'     |
| 2.     | 2014. október 12.  | Santiago de Querétaro, Estadio Corregidora    | Mexikó           | 1 – 0    | Panama   | barátságos | 0      | 45'     |
| 3.     | 2014. november 18. | Bariszav, Bariszav Aréna                      | Fehéroroszország | 3 – 2    | Mexikó   | barátságos | 0      | 64'     |
| 4.     | 2021. december 8.  | Austin, Q2 Stadium (USA)                      | Mexikó           | 2 – 2    | Chile    | barátságos | 0      | 66'     |
|        | Összesen           |                                               |                  | 4        | mérkőzés |            | 0      | gól     |